# Passer zarudnyi
El gorrión de Zarudny (Passer zarudnyi) es una especie de ave paseriforme de la familia Passeridae endémica del suroeste de Asia Central. Anteriormente se consideraba una subespecie del gorrión sahariano, pero ahora se clasifican como especies separadas. Su nombre conmemora al zoólogo ruso Nikolai Alekseyvich Zarudny.

## Distribución y hábitat
Se encuentra en las regiones desérticas de Uzbekistán y Turkmenistán, aunque anteriormente también se encontraba en el este de Irán.